# Ålum-runestenene
Ålum-stenene er fire runesten som findes ved Ålum Kirke ved Randers. Ålum 1 og 2 er fragmenter, som er anbragt i kirkens våbenhus, mens Ålum 3 og 4 er hele runesten anbragt uden for våbenhuset.

## Ålum 1
Ålum 1 blev fundet i 1843. Stenen var kløvet i tre stykker og stykkerne var genbrugt som byggesten i våbenhusets sydøstlige hjørne. Et mindre stykke af stenen mangler, og en stor afskalning har beskadiget den nederste del af skriftbåndene. Indskriften er ordnet i bustrofedon.
| Translitteration | tuli : (r)(i)s-(i) : stin : þasi : aft ikal:t : sun : sin : miuk (:) (k)(u)... k : þau : mun(u) mini : m- (r)gt : iuf (:) þirta : |
| Transskription   | Tōli rēs[þ]i stēn þæssi æft Ingiald, sun sinn, miǫk gō[ðan dræn]g. Þǿ munu minni ...                                              |
| Oversættelse     | Tole rejste denne sten efter sin søn Ingeld, en meget god dreng. Disse minder vil...                                              |

Indskriften er meget medtaget. Nogle tegn kan ikke ses, og andre (i parentes) er vanskelige at tyde.

## Ålum 2
Ålum 2 blev ligesom Ålum 1 fundet i 1843 som en del af fundamentet i kirkeskibets nordøstlige hjørne. Den er et fragment af en formentlig meget stor sten, og det blev udtaget af kirken i 1849.
| Translitteration | ...-a : (r)(u)----... f-(i)(ą)... -ta : si \| þui : h-... |
| Transskription   | ...                                                       |
| Oversættelse     | ...                                                       |

Indskriften er for ødelagt til at kunne tolkes.

## Ålum 3
Ålum 3 blev fundet i 1890 ved foden af kirkebakken, formentlig på det sted, hvor den oprindelig blev opstillet. 
| Translitteration | uikutr : risþi : stin : þąnsi : iftiR : ąski : sun : sin : kuþ : hialbi : hąns : silu : uil |
| Transskription   | Vīgotr rēsþi stēn þannsi æftiR Ǣsgi, sun sinn. Guð hialpi hans sēlu vel.                    |
| Oversættelse     | Vigot rejste denne sten efter sin søn Esge. Gud hjælpe hans sjæl vel.                       |

Ålum 3 er en af de ca. 10 danske og skånske runesten, som har en kristen formel (Gud hjælpe hans sjæl). På stenens bagside er der indhugget en rytter.

## Ålum 4
Ålum 4 blev fundet i 1902 i Ålum kirkedige, og man kender ikke dens oprindelige plads. Nu står den ved siden af Ålum 3 på kirkegården. Indskriften er ordnet som en spiral begyndende i stenens nederste venstre hjørne, og som ender midt på stenen.
| Translitteration | þurui : uikuts : kuną : lit : risa : stin : þąnsi : eftiR : þurbiurn : sun : sibu : sustlik : sin : is : hun : hukþi : b(e)tr : þan : suasum : suni : |
| Transskription   | Þōrvē, Vīgots kona, lēt rēsa stēn þannsi æftiR Þōrbiorn, sun Sibbu, systling sinn, es hōn hugði bætr þan svāsum syni.                                 |
| Oversættelse     | Thyre, Vigots kone, lod rejse denne sten efter Thorbjørn, Sibbes søn, sin søstling, som hun holdt mere af end sin egen søn (eller: end en kær søn).   |

Ordet søstling betyder en nær kvindelig slægtnings barn.

## Datering
Alle fire sten henføres tidsmæssigt til den sene vikingetid omkring årtusindskiftet. Både udformningen og indskrifterne gør det sandsynligt, at Ålum 3 og 4 er opstillet af personer fra den samme familie.